# Charis ania
Charis ania är en fjärilsart som beskrevs av Jacob Hübner 1816. Charis ania ingår i släktet Charis och familjen Riodinidae. Inga underarter finns listade i Catalogue of Life.